# Heribert Forstner
Heribert Forstner (* 1936 in Linz; † 31. Juli 2020 ebenda) war ein oberösterreichischer Beamter, Jurist und Autor.

## Leben und Wirken
Forstner studierte Jus an der Leopold-Franzens-Universität Innsbruck und promovierte dort 1959. Von 1961 bis zum Eintritt in den Ruhestand 1999 arbeitete er für das Land Oberösterreich. Im Rahmen seiner Tätigkeit im Landesdienst war er ab 1979 Leiter der Presseabteilung der Oberösterreichischen Landesregierung und in dieser Funktion auch mit der Erstellung von Publikationen über das Landhaus bzw. über Persönlichkeiten des Landes Oberösterreich befasst.
Bis 1992 war er Präsident des Oberösterreichischen Kunstvereins und danach dessen Ehrenpräsident. Im Jahr 2000 wurde ihm das Große Ehrenzeichen für Verdienste um die Republik Österreich verliehen.
Er starb 2020 im Alter von 84 Jahren in Linz und wurde in der Familiengruft auf dem Friedhof Ebelsberg beigesetzt.

## Publikationen
- Heribert Forstner (Autor): Das Linzer Landhaus. Politisches Zentrum Oberösterreichs – gestern, heute, morgen. Linz 1982. 13. erweiterte Auflage 2012.[5]
- Landeshauptmann Gleißner. Zeitgenossen berichten (= Heribert Forstner, Gerhart Marckhgott, Harry Slapnicka, Alois Zauner (Hrsg.): Oberösterreicher. Lebensbilder zur Geschichte Oberösterreichs. Band 4). Linz 1985.